# Giuliano Cesarini der Ältere

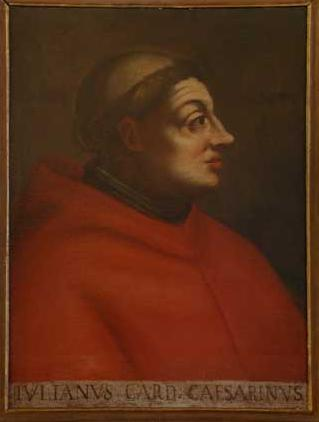
Kardinal Giuliano Cesarini d. Ä.

Giuliano Cesarini (* 1398 in Rom; † 10. November 1444 bei Warna) war ein italienischer Kanonist, Diplomat und Kardinal.

## Leben
Cesarini stammte aus altem römischen Adel. Nach Studien in Perugia und Bologna promovierte er in Padua in utroque iure. Von 1419 bis 1422 lehrte er kanonisches Recht in Padua. Zu seinen Schülern zählten Domenico Capranica und Nikolaus von Kues, der ihm sein Hauptwerk Docta ignorantia widmete. Der Kardinal Branda Castiglione rief ihn nach Rom und wählte ihn als Begleiter bei seiner Legation in Deutschland und Böhmen, zu der er im März 1422 aufbrach.  Nach der Rückkehr war Cesarini als Auditor der Römischen Rota und Kammerauditor an der Kurie in Rom tätig.
Am 24. Mai 1426 wurde er Kardinal in pectore, dies wurde am 8. November 1430 durch Martin V. veröffentlicht, wobei ihm als Kardinaldiakon die Titeldiakonie Sant’Angelo in Pescheria übertragen wurde. Dieser Papst übertrug ihm im Januar 1431 das Präsidium des Konzils von Basel. Nach dem Tod Martins im Februar nahm er am Konklave 1431 teil und wurde von dem neuen Papst Eugen IV. in seinem Amt bestätigt. Das Konzil wurde jedoch von seinen Stellvertretern eröffnet, während er selbst den Kreuzzug gegen die Hussiten anführte, der mit einer vernichtenden Niederlage in der Schlacht bei Taus endete. Daraufhin lud Cesarini die Hussiten zu Verhandlungen nach Basel ein. 1437 verließ er mit der päpstlichen Partei das Konzil. Am 7. März 1444 wurde er Kardinalbischof von Tusculum. Als päpstlicher Legat wurde er nach Ungarn gesandt, wo er den jungen polnischen und ungarischen König Władysław III. (Ulászló I.) und Johann Hunyadi für einen Kreuzzug gegen die Türken gewann. Am 10. November 1444 fiel Cesarini in der Schlacht bei Warna in Bulgarien.